# 片山ユキヲ
片山 ユキヲ（かたやま ユキヲ）は、日本の漫画家。藤田和日郎のアシスタントを経て漫画家としてデビューする。2007年から現在の名義を使用しており、かつては片山浩之もしくは片山ユキオ名義で執筆していた。

## 作品リスト

### 連載
- ふわ子呪っちゃう（『週刊少年サンデー超』1999年4月20日号 - 2002年6月25日号） - 片山ユキオ名義
- 少年サンダー（『週刊少年サンデー超』2002年8月25日号 - 2002年12月25日号） - 片山ユキオ名義
- 少年サンダー（『週刊少年サンデー』2003年3号 - 2003年8号、短期集中連載） - 片山ユキオ名義
- 空色動画（『月刊少年シリウス』2007年 - 2009年）
- 花もて語れ（朗読協力・朗読原案：東百道、『月刊!スピリッツ』→『ビッグコミックスピリッツ』2010年 - 2014年）
- ふろがーる!（『ビッグコミックスピリッツ』2015年 - 2016年）
- 夜明けの旅団（『月刊モーニングtwo』2018年 - 2020年）
- 米蔵夫婦のレシピ帳（『ビッグコミックスピリッツ』2022年51号[2] - 2025年2・3合併号[3]）

### 読み切り
- 祈りなさい！（『少年サンデーSpecial増刊号』1989年8月25日号） - 片山浩之名義
- はぐれ天使 暴走派（『ヤングサンデー増刊』2005年2月13日号） - 片山ユキオ名義
- ヘタ霊（『少年サンデー超』2005年3月25日号） - 片山ユキオ名義

### 書籍
- 『空色動画』講談社〈シリウスKC〉2008年 - 2009年、全3巻
- 『花もて語れ』朗読協力・朗読原案：東百道、小学館〈ビッグコミックススペシャル〉2010年 - 2014年、全13巻
- 『ふろがーる!』小学館〈ビッグコミックス〉2016年 - 2017年、全3巻
- 『夜明けの旅団』講談社〈モーニングKC〉2018年 - 2020年、全4巻
- 『米蔵夫婦のレシピ帳』小学館〈ビッグコミックス〉、全5巻
  1. 2023年3月30日発売[4][5]、ISBN 978-4-09-861581-0
  2. 2023年8月30日発売[6]、ISBN 978-4-09-862545-1
  3. 2024年2月29日発売[7]、ISBN 978-4-09-862711-0
  4. 2024年8月30日発売[8]、ISBN 978-4-09-863022-6
  5. 2025年1月30日発売[9]、ISBN 978-4-09-863173-5

## 関連人物
- 安西信行 - アシスタント仲間。
- 井上和郎 - アシスタント仲間。
- 金田達也 - アシスタント仲間。
- 雷句誠 - アシスタント仲間。
- 山本崇一朗 - アシスタント。